# Trachyphloeus parallelus
Trachyphloeus parallelus  (лат.) — вид долгоносиков из подсемейства Entiminae.

## описание
Жук длиной 3,2—3,8 мм. Надкрылья с очень длинными, лопатообразно расширенными к вершине щетинками. Спинка головотрубки явственно, но слабо сужена вперёд. Усики толстые, 5—7-й сегментых жгутика сильно поперечные. Переднеспинка с наибольшей шириной на передней трети, бока её почти прямые, длина её уклабывается в наибольшей ширине более двух раз.